# Fenerbahçe Spor Kulübü 2010-2011 (pallacanestro maschile)
Questa voce raccoglie le informazioni riguardanti il Fenerbahçe Spor Kulübü nelle competizioni ufficiali della stagione 2010-2011.

## Stagione
La stagione 2010-2011 del Fenerbahçe è la 45ª nel massimo campionato turco di pallacanestro, la Türkiye 1. Basketbol Ligi.

## Roster
Aggiornato al 22 marzo 2022.
| Fenerbahçe Ülker 2010-11 | Fenerbahçe Ülker 2010-11 |
| Giocatori                | Staff tecnico            |
| ------------------------ | ------------------------ |

| N. | Naz.                                   | Ruolo | Nome                 | Anno | Alt.   | Peso   |  |
| -- | -------------------------------------- | ----- | -------------------- | ---- | ------ | ------ |  |
| 4  | Croazia (bandiera)                     | P     | Roko Ukić            | 1984 | 196 cm | 86 kg  |  |
| 5  | Turchia (bandiera)                     | P     | Engin Atsür          | 1984 | 193 cm | 80 kg  |  |
| 5  | Turchia (bandiera)                     | G     | Erbil Eroğlu         | 1993 | 195 cm | 85 kg  |  |
| 6  | Serbia (bandiera) · Turchia (bandiera) | AG    | Mirsad Türkcan       | 1976 | 206 cm | 102 kg |  |
| 7  | Turchia (bandiera)                     | G     | Ömer Onan (C)        | 1978 | 194 cm | 93 kg  |  |
| 8  | Stati Uniti (bandiera)                 | P     | Lynn Greer           | 1979 | 188 cm | 79 kg  |  |
| 12 | Lituania (bandiera)                    | C     | Darjuš Lavrinovič    | 1979 | 212 cm | 110 kg |  |
| 13 | Slovenia (bandiera)                    | C     | Gašper Vidmar        | 1987 | 210 cm | 115 kg |  |
| 13 | Lituania (bandiera)                    | P     | Šarūnas Jasikevičius | 1976 | 192 cm | 92 kg  |  |
| 14 | Turchia (bandiera)                     | C     | Kaya Peker           | 1980 | 207 cm | 110 kg |  |
| 21 | Turchia (bandiera)                     | C     | Oğuz Savaş           | 1987 | 213 cm | 120 kg |  |
| 22 | Stati Uniti (bandiera)                 | GA    | Tarence Kinsey       | 1984 | 198 cm | 84 kg  |  |
| 23 | Turchia (bandiera)                     | GA    | Can Maxim Mutaf      | 1991 | 193 cm | 90 kg  |  |
| 32 | Turchia (bandiera)                     | AG    | Berkay Candan        | 1993 | 205 cm | 97 kg  |  |
| 33 | Croazia (bandiera)                     | AP    | Marko Tomas          | 1985 | 201 cm | 95 kg  |  |
| 38 | Turchia (bandiera)                     | AP    | Kerem Hotiç          | 1993 | 196 cm | 90 kg  |  |
| 42 | Stati Uniti (bandiera)                 | AC    | Sean May             | 1984 | 206 cm | 112 kg |  |
| 55 | Slovenia (bandiera)                    | A     | Emir Preldžič        | 1987 | 206 cm | 100 kg |  |

| Allenatore                                                              |
| - Neven Spahija                                                         |
| Assistente/i                                                            |
| - Ertuğrul Erdoğan Legenda - (C) Capitano - (IN) Inattivo - Infortunato |

## Mercato

### Sessione estiva
| Acquisti | Acquisti          | Acquisti           | Acquisti   | Acquisti |
| R.a      | Nome              | da                 | Modalità   |          |
| -------- | ----------------- | ------------------ | ---------- | -------- |
| C        | Kaya Peker        | Efes Pilsen        | definitivo |          |
| P        | Engin Atsür       | Beşiktaş           | definitivo |          |
| C        | Darjuš Lavrinovič | Real Madrid        | definitivo |          |
| AP       | Marko Tomas       | Cibona Zagabria    | definitivo |          |
| C        | Rašid Mahalbašić  | Wörthersee Piraten | definitivo |          |

| Cessioni | Cessioni     | Cessioni       | Cessioni       | Cessioni |
| R.       | Nome         | a              | Modalità       |          |
| -------- | ------------ | -------------- | -------------- | -------- |
| AG       | Rasim Başak  | Türk Telekom   | fine contratto |          |
| C        | Ömer Aşık    | Chicago Bulls  | fine contratto |          |
| G        | Damir Mršić  |                | ritirato       |          |
| C        | Semih Erden  | Boston Celtics | fine contratto |          |
| AP       | Serhat Çetin | Beşiktaş       | fine contratto |          |

### Dopo l'inizio della stagione
| Acquisti | Acquisti             | Acquisti       | Acquisti         | Acquisti      |
| R.       | Nome                 | da             | Data             | Modalità      |
| -------- | -------------------- | -------------- | ---------------- | ------------- |
| AC       | Sean May             | Free agent     | 22 novembre 2010 | definitivo    |
| P        | Šarūnas Jasikevičius | Lietuvos rytas | 31 dicembre 2010 | definitivo    |
| C        | Rašid Mahalbašić     | Tofaş Bursa    | febbraio 2011    | fine prestito |

| Cessioni | Cessioni         | Cessioni       | Cessioni       | Cessioni    |
| R.       | Nome             | a              | Data           | Modalità    |
| -------- | ---------------- | -------------- | -------------- | ----------- |
| C        | Rašid Mahalbašić | Tofaş Bursa    | dicembre 2010  | prestito    |
| P        | Lynn Greer       | Olimpia Milano | 4 gennaio 2011 | rescissione |
| C        | Rašid Mahalbašić | Spalato        | febbraio 2011  | prestito    |